# سد رحال
سد رحال (به عربی: سد رحال) یک شهرداری در الجزایر است که در استان جلفه واقع شده‌است. سد رحال ۱۱٬۸۱۲ نفر جمعیت دارد.